# Gryllodes
Gryllodes is een geslacht van rechtvleugeligen uit de familie krekels (Gryllidae). De wetenschappelijke naam van dit geslacht is voor het eerst geldig gepubliceerd in 1874 door Saussure.

## Soorten
Het geslacht Gryllodes omvat de volgende soorten:
- Gryllodes sigillatus Walker, 1869
- Gryllodes supplicans Walker, 1859